# Paul Hermann Feustel
Paul Hermann Feustel (* 30. Juli 1899 in Lengenfeld; † 8. Mai 1973 in Leipzig) war ein deutscher SS-Hauptsturmführer und Gestapo-Offizier, der an Kriegsverbrechen und Verbrechen gegen die Menschlichkeit im ehemaligen Protektorat Böhmen und Mähren beteiligt war. Er lebte nach Kriegsende zunächst unerkannt in der DDR, wurde 1971 von tschechoslowakischen Ermittlern enttarnt, von der DDR-Justiz vor Gericht gestellt, zum Tode verurteilt und 1973 hingerichtet.

## Leben

### Jugend und Laufbahn bei Polizei, Gestapo und SS
Nach dem Besuch der Volksschule absolvierte er eine Lehre als eines Gardinenzeichners und -druckers und anschließend als Kaufmann. Im Juni 1917 wurde Feustel einberufen und diente bis März 1919 in der kaiserlichen Armee. Im Mai 1919 wurde er freiwilliges Mitglied der Grenzjäger, die im Juli 1918 in die Reichswehr eingegliedert wurden. Nach seinem Ausscheiden aus dem Militärdienst am 31. Oktober 1919 bewarb er sich in Dresden um die Einstellung in die Landespolizei, in die er am 20. Januar 1920 eintrat. Nach Absolvierung verschiedener Lehrgänge und bestandener Prüfung war Feustel von 1927 bis 1934 Kommissar der Dresdner Schutzpolizei, ab 1929 in der Abteilung Verkehrspolizei. Feustel heiratete 1927, die Ehe blieb kinderlos. Er gehörte kurze Zeit der SPD an, trat 1934 dem sogenannten Opferring der NSDAP und der Nationalsozialistische Volkswohlfahrt bei und wurde im gleichen Jahr in die Politische Polizei eingegliedert. Dort hatte er die Aufgabe, Aktivitäten gegen den Nationalsozialismus zu bekämpfen. Am 14. Februar 1936 bescheinigte man ihm in einer Beurteilung „besonderes Geschick bei Auf- und Ausbau einer der schwierigsten Fachabteilung“ und „ausgesprochenes nationalsozialistisches Denken“. 1936 erfolgte seine Übernahme in die Gestapo. Am 18. September 1937 beantragte Feustel die Aufnahme in die NSDAP und wurde rückwirkend zum 1. Mai desselben Jahres aufgenommen (Mitgliedsnummer 5.327.906). 1938 wurde Feustel Leiter der Gestapo-Außendienststelle Bautzen.
Von Dezember 1939 bis Mai/Juni 1940 nahm er an einem Lehrgang der SS- und Polizeiführerschule in Berlin-Charlottenburg teil, um höhere Funktionen ausüben zu können. Hier erfolgte unter anderem die Ausbildung in der Geheimdienstarbeit und in der Durchsetzung der sogenannten „Schutzhaft“. Nach erfolgreichem Abschluss des Lehrgangs wurde er nach Plauen versetzt und am 15. Oktober 1940 zur Staatspolizeileitstelle Prag abgeordnet, wo ihn der Leiter Hans Ulrich Geschke mit der Leitung der Gestapo-Außendienststelle Kolín beauftragte. Während seines Einsatzes wurde er im Februar 1942 Mitglied der SS, am 9. November 1943 wurde er zum Obersturmführer und im Januar 1945 zum Hauptsturmführer befördert. Am 20. Januar 1942 erhielt Feustel das Kriegsverdienstkreuz wegen „hervorragender Bewährung und rastlosem Einsatz in der staatspolizeilichen Bekämpfung der deutsch-feindlichen Tätigkeit und der Vernichtung der Tschechischen Widerstandsbewegung“.

### Aktionen gegen die Bevölkerung im Protektorat Böhmen und Mähren während des Zweiten Weltkrieges
Nach dem Attentat auf Reinhard Heydrich am 27. Mai 1942 ließ Feustel 42 tschechische Zivilisten hinrichten und weitere 2.460 Personen in Konzentrationslagern inhaftieren. Als Vergeltungsmaßnahmen wurden von seiner Dienststelle Ausfallstraßen abgeriegelt und Großfahndungen durchgeführt. Personen ohne Ausweispapiere und Wohnsitz oder bei denen eine Widerstandstätigkeit vermutet wurde, wurden verhaftet, in die Gestapodienststelle oder in die der Gestapo unterstellten Gefängnisse verschleppt, in Konzentrationslager eingeliefert oder einem Waldgelände in der Nähe von Kolín erschossen. Nach jeder Erschießung wurden die Opfer so hergerichtet, dass keine Verbrechensspuren zurückblieben. Nach der Rückkehr zur Dienststelle erstattete Feustel der Gestapo-Leitstelle Prag jeweils Meldung über das vollzogene Massaker. Vom 29. Mai bis 20. Juni 1942 wurden unter seinem Kommando weitere Erschießungen von zuvor in die Gestapogefängnisse verschleppten Opfern vorgenommen. Diese erfolgten im Schloss Pardubice durch Kommandos des Polizeireservebataillons Kolín.
Ab 1944 wurde Feustel zusätzlich die Leitung der Gestapo-Außendienststelle Benešov übertragen. Ende 1944 / Anfang 1945 wurde in seinem Dienststellenbereich die Bekämpfung von Partisanen verstärkt durchgeführt und schließlich am 15. Februar 1945 unter seiner Leitung das Sonderkommando Chrudim gebildet. Mit sechs Angehörigen der Gestapodienststelle Kolín richtete Feustel das Kommando in einer Schule von Chrudim ein. Ihm standen neben den Angehörigen der Gestapo Verbände der Schutzpolizei, der „Protektoratsgendarmerie“, der Waffen-SS und der Wehrmacht zur Verfügung. Zur Einweisung in ein Konzentrationslager war dadurch nicht mehr die Überstellung der Opfer nach Prag erforderlich, sondern Feustel konnte als Leiter des Sonderkommandos die Deportation in das Konzentrationslager Kleine Festung Theresienstadt (Terezín) eigenhändig anordnen.
Von Ende 1944 bis Mitte April 1945 wurden unter seiner Leitung unter dem Titel „Aufspürung von Partisanen“ zahlreichen Terroraktionen gegen Zivilisten und Widerstandskämpfer verübt, die entweder hingerichtet oder in Gefängnisse und Konzentrationslager deportiert wurden. So ordnete Feustel die Verschleppung von insgesamt 180 Bürgern in Gefängnisse sowie die Deportation von mindestens 160 Opfern in die Kleine Festung Theresienstadt beziehungsweise in das Gestapogefängnis Prag-Pankrac an.
Am 26. März 1945 gerieten etwa 300 Angehörige des Sonderkommandos Chrudim in ein Gefecht mit fünf sowjetischen und zwei tschechoslowakischen Partisanen der Fallschirmjägergruppe „Magister Jan Hus“ unter Führung der sowjetischen Majors Fomin in einem Waldgebiet in der Nähe von Leškovice, das die ganze Nacht über andauerte. Als die Partisanen nur noch wenig Munition hatten, trafen sie die Entscheidung, Selbstmord zu begehen, um dadurch der Gefangennahme zu entkommen. Dabei wurde der SS-Polizist Hermann Heinz getötet und ein weiterer Polizist verwundet. Der Anführer Formin überlebte, wurde von der Gestapo gefoltert und am 28. März 1945 von Feustel erschossen. In den letzten Kriegsmonaten überwachte Feustel weiterhin Aktionen gegen Partisanen. Verdächtige wurden verhaftet, misshandelt und in die Kleine Festung Theresienstadt und andere Gefängnisse verlegt, wo einige von ihnen starben.
Am 7. Mai 1945 versammelte sich eine große Menschenmenge auf dem Marktplatz von Kolín, um die Nachricht von der deutschen Kapitulation zu feiern. Die anrückenden SS-Einheiten eröffneten daraufhin das Feuer auf die Menge, wobei 12 Menschen getötet und 14 weitere schwer verletzt wurden. Am Vortag war der 18-jährige Oldřich Krása von SS-Männern zu Tode geprügelt worden. Unmittelbar nach dem Massaker erklärten die Deutschen das Kriegsrecht über Kolín. Die Leichen wurden an Ort und Stelle liegengelassen und erst nach deren Identifizierung freigegeben. Die genaue Zahl der Todesopfer des Massakers ist umstritten. Aufgrund widersprüchlicher Zeugenaussagen bei seinem späteren Prozess konnte Feustel eine unmittelbare Tatbeteiligung jedoch nicht eindeutig nachgewiesen werden.

### Nachkriegszeit in der DDR, Prozess und Verurteilung
Am 8. Mai 1945 setzte sich Feustel mit einem PKW aus Kolín ab, zog Zivilkleidung an und kam am 9. Mai 1945 bei Krummau in amerikanische Gefangenschaft. Als Flüchtling getarnt gelang es ihm, entlassen zu werden. Noch im Mai 1945 ließ er sich in Hohenstein-Ernstthal nieder. Durch Fragebogenfälschung und falsche Angaben im Lebenslauf konnte Feustel die Entdeckung seiner Verbrechen vertuschen und bekleidete nach kurzer Tätigkeit bei der Sparkasse innerhalb des HO-Kreisbetriebes verschiedene Stellungen auf mittlerer Leitungsebene, wobei er für seine Arbeit mehrfach ausgezeichnet wurde. Seit 1967 war Feustel Leiter der Abteilung Kommissionshandel.
1971 konnten tschechoslowakische Ermittler Feustels Identität aufdecken und gaben diese Informationen an das Ministerium für Staatssicherheit (Stasi) weiter. Feustel wurde am 14. Dezember 1971 von der Stasi verhaftet. Am 11. Dezember 1972 wurde Feustel wegen Kriegsverbrechen und Verbrechen gegen die Menschlichkeit für schuldig befunden und zum Tode verurteilt. Der Oberste Gerichtshof der DDR wies seine Berufung am 26. Januar 1973 zurück. Nach der Ablehnung seines Gnadengesuchs durch den Staatsratsvorsitzenden Walter Ulbricht wurde Feustel am 8. Mai 1973 in der Strafvollzugsanstalt Leipzig hingerichtet. Sein Leichnam wurde eingeäschert und in einem anonymen Grab an einem unbekannten Ort beerdigt.